# NGC 6323
NGC 6323 је спирална галаксија у сазвежђу Херкул која се налази на NGC листи објеката дубоког неба.
Деклинација објекта је + 43° 46' 56" а ректасцензија 17h 13m 17,9s. Привидна величина (магнитуда) објекта NGC 6323 износи 14,0 а фотографска магнитуда 14,8. NGC 6323 је још познат и под ознакама UGC 10764, MCG 7-35-48, CGCG 225-71, PGC 59868.